# Catyclia intermedia
Catyclia intermedia là một loài thực vật có hoa trong họ Lan. Loài này được (F.E.L.Miranda) ined. mô tả khoa học đầu tiên.